# 朝鮮宣祖
朝鮮宣祖（：／ Joseon Seonjo；1552年11月26日—1608年3月16日），姓李，諱昖（：／ Yi Yeon），初名李鈞，朝鲜王朝的第14代君主，1567年至1608年在位。他是中宗之孙、德興大院君李岹之第三子，母亲为河东府大夫人郑氏。
死後廟號宣宗（：／ Seonjong），諡號正倫立極盛德洪烈至誠大義格天熙運景命神曆弘功隆業顯文毅武聖睿達孝昭敬大王（：／ Sugyeong jeongryun ipgeuk seongdeok hongryeol jiseong daeui gyeokcheon hui'un hyeonmun uimu seong'ye dalhyo daewang）。葬於杨州的穆陵（今位於京畿道九里市）。1616年，光海君認為他在抵抗壬辰倭亂和丁酉再亂中有功績，將其廟號改為宣祖。

## 生平
宣祖本為中宗的孙子，明宗的侄子，德興君的儿子，被封为河城君，出继伯父福城君。明宗二十年（1565年），明宗病重，當時世子李暊已過世，儲君未定，领议政李浚慶請明宗在所有侄子裡面選一位立儲，明宗命河城君入宮服侍立為王世子，明宗二十二年（1567年），明宗駕崩，首相奉遺教迎王世子即位，是為宣祖，是朝鮮王朝第一位以旁系子孙入主的国王。
他在位期间，朝鲜终于完成了长达二百年的宗系辩诬，使得明朝将正确的朝鲜宗系写进了《明会典》。（此前，明朝一直有说法认为朝鲜太祖大王李成桂是高丽权臣李仁任的儿子，这一错误说法被写进了《皇明祖训》与《明会典》。至此，宣祖趁明朝改修《明会典》的时机，改正了这一错误，朝鲜史称“宗系辩诬”。）
宣祖一朝，功臣同士大夫间的“士祸”已经消弭，但是士大夫间的党争正式爆发，東人黨和西人黨在士大夫角逐名利的朝廷內形成，之后西人失势，东人又分裂为南人党与北人党；宣祖朝后期，击败了南人的北人又因为内部斗争分为大北派与小北派。朋黨們不斷攫取利益，導致朝廷風氣敗壞，而且朝政紊亂。例如党人在丁酉再乱前夕施加壓力迫他罷黜抗倭名將李舜臣，只因为李舜臣与南人领袖柳成龙相善，导致朝鲜水军几乎全军覆没。
宣祖二十五年（1592年），日本丰臣秀吉发动了对朝鲜的侵略战争，史称万历朝鲜之役。此战中朝鲜军队一触即溃，宣祖逃至平壤後再度逃往义州，逃亡途中遭百姓辱罵與扔擲石塊羞辱。一心逃離朝鮮的宣祖為了合理化自己的行為，甚至说出「與其死於賊手，毋寧死於父母之國」。最后依靠明军的援助才最终击退日军，朝鲜长期感念在心，称之为“再造”。1598年因李舜臣等人奮戰與豐臣秀吉壽終正寢，日軍撤離朝鮮。此役朝鲜损失惨重，军队阵亡7万人以上；人口减少约200万，大多死于战火；战后的土地数量从战前的1708000结锐减到541000结。战争导致朝鲜朝廷的压力越来越大。
1606年，宣祖期待已久可做為繼承人的嫡長子永昌大君出生。1607 年，宣祖向日本江戶幕府派遣了日朝戰後首位朝鮮通信使。1608年，宣祖去世，由庶次子光海君繼位。
野史傳說宣祖的過世是被光海君與金尚宮所毒殺，《朝鮮王朝實錄》對這一點也是有些含混不清，但是並無實際的證據可以證明，或許是仁祖登上王位后為了貶低光海君而加的罪名。《實錄》的記載中宣祖是于萬曆三十六年二月一日進食糯米飯時噎死的。
宣祖曾经提出“孝子说”，将朝鲜比作中国的孝子，将日本比作贼子。

## 家庭

### 王后
| 稱號         | 生卒年         | 本貫 | 父母                                | 備註 |
| ------------ | -------------- | ---- | ----------------------------------- | --- |
| 懿仁王后朴氏 | 1555年－1600年 | 羅州 | 潘城府院君朴應順 完山府夫人全州李氏 | 明宗十年四月十五日誕生，宣祖二年（1569年）冊封王妃，宣祖三十三年六月二十七日昇遐於皇華坊離宮〔慶運宮〕。 |
| 仁穆王后金氏 | 1584年－1632年 | 延安 | 延興府院君金悌男 光山府夫人光州盧氏 | 宣祖十七年十一月十四日誕生，宣祖三十五年（1602年）冊封王妃，仁祖十年六月二十八日昇遐於仁慶宮欽明殿。     |

### 後宮
| 稱號                        | 生卒年         | 本貫 | 父母            | 備註                                                     |
| --------------------------- | -------------- | ---- | --------------- | -------------------------------------------------------- |
| 恭嬪金氏                    | 1553年－1577年 | 金海 | 金希哲 安東權氏 | 光海君時期追崇為「恭聖王后」，仁祖反正後，降為嬪。       |
| （儲慶宮）敬惠 裕德仁嬪金氏 | 1555年－1613年 | 水原 | 金漢佑 全州李氏 | 宮女出身，備受宣祖寵愛。其孫李倧推翻光海君繼位，即仁祖。 |
| 順嬪金氏                    | ？－1647年     | 金海 | 金福長 平山申氏 | 宣祖二十五年為淑容，宣祖三十七年由昭容升至淑儀。         |
| 靜嬪閔氏                    | 1567年－1626年 | 驪興 | 閔士俊 新昌孟氏 |                                                          |
| 貞嬪洪氏                    | 1563年－1638年 | 南陽 | 洪汝謙 昌寧曹氏 | 姪子為唐原尉洪友敬。                                     |
| 溫嬪韓氏                    | 1581年－1664年 | 清州 | 韓士亨 竹山朴氏 |                                                          |
| 貴人鄭氏                    | 1557年－1579年 | 迎日 | 鄭滉 富平韓氏   | 祖父鄭惟沈，叔父鄭澈，姑母是仁宗後宮貴人鄭氏。           |
| 淑儀鄭氏                    | 1564年－1580年 | 東萊 | 鄭純禧 海平尹氏 |                                                          |
| 廢昭媛尹氏 （尹希）         | ？－1632年     |      |                 | 仁祖三年從淑媛升昭媛,於仁祖十年疑似涉及詛咒一事被杖死。  |
| 淑媛                        | ？－？         |      |                 | 為李栻之庶孽宗族女。                                     |
| 尚宮朴氏                    | ？－1661年     |      |                 | 因年老無依，故落髮爲尼，居慈壽院。                       |
| 尚宮金介屎                  | 1584年－1623年 |      |                 | 光海君即位后纳为后宫，仁祖反正后以极刑处死。             |
| 尚宮應希                    | ？－1613年     |      |                 | 均與永昌大君事件有關而賜死。                             |
| 內人香伊                    | ？－1613年     |      |                 | 均與永昌大君事件有關而賜死。                             |
| 內人貞伊                    | ？－1613年     |      |                 | 均與永昌大君事件有關而賜死。                             |
| 內人還伊                    | ？－1613年     |      |                 | 均與永昌大君事件有關而賜死。                             |
| 內人貴卜                    | ？－1613年     |      |                 | 均與永昌大君事件有關而賜死。                             |
| 內人義一                    | ？－1614年     |      |                 | 均與永昌大君事件有關而賜死。                             |
| 内人烈伊                    | ？－1614年     |      |                 | 均與永昌大君事件有關而賜死。                             |
| 内人金蘭                    | ？－1614年     |      |                 | 均與永昌大君事件有關而賜死。                             |

### 子
| 稱號                | 名 | 生卒年               | 生母     | 配偶                                  | 備註                                                                                 |
| ------------------- | -- | -------------------- | -------- | ------------------------------------- | ------------------------------------------------------------------------------------ |
| 臨海君              | 珒 | 1572年－1609年(37歲) | 恭嬪金氏 | 郡夫人陽川許氏                        | 万历朝鲜之役中曾經被加藤清正俘虜，後來被釋放。1609年，被李廷彪殺害（由光海君下令）。 |
| 光海君              | 琿 | 1575年－1641年(66歲) | 恭嬪金氏 | 文城郡夫人文化柳氏 （1576年－1623年） | 第十五代國王。                                                                       |
| 義安君              | 珹 | 1577年－1588年(11歲) | 仁嬪金氏 | 無                                    |                                                                                      |
| 信城君              | 珝 | 1578年－1592年(14歲) | 仁嬪金氏 | 郡夫人平山申氏                        |                                                                                      |
| 定遠君 （元宗大王） | 琈 | 1580年－1619年(39歲) | 仁嬪金氏 | 仁獻王后綾城具氏 （1578年－1626年）   | 原封定遠君，為仁祖之父，仁祖即位後初尊定遠大院君，最後追尊為元宗。                   |
| 順和君              | 𤣰 | 1580年－1607年(27歲) | 順嬪金氏 | 郡夫人長水黃氏 （1577年－1645年）     | 万历朝鲜之役中曾經被加藤清正俘虜，後來被釋放。                                       |
| 仁城君              | 珙 | 1588年－1628年(40歲) | 靜嬪閔氏 | 海平郡夫人尹氏 （？年－1655年）       | 仁祖六年賜死，後復爵。                                                               |
| 義昌君              | 珖 | 1589年－1645年(56歲) | 仁嬪金氏 | 陽川郡夫人許氏 （？年－1650年）       |                                                                                      |
| 慶昌君              | 珘 | 1596年－1644年(48歲) | 貞嬪洪氏 | 郡夫人昌寧曹氏                        |                                                                                      |
| 興安君              | 瑅 | 1598年－1624年(26歲) | 溫嬪韓氏 | 郡夫人清州韓氏 郡夫人坡平尹氏         |                                                                                      |
| 慶平君              | 玏 | 1600年－1673年(73歲) | 溫嬪韓氏 | 郡夫人朔寧崔氏 （1600年－1664年）     |                                                                                      |
| 仁興君              | 瑛 | 1604年－1651年(47歲) | 靜嬪閔氏 | 礪山郡夫人宋氏 （1608年－1681年）     |                                                                                      |
| 永昌大君            | 㼁 | 1606年－1614年(8歲)  | 仁穆王后 | 無                                    | 光海君即位後，被廢為庶人，並流放於江華島，1614年被殺。1623年追復大君身分。           |
| 寧城君              | 㻑 | 1606年－1649年(43歲) | 溫嬪韓氏 | 郡夫人昌原黃氏                        |                                                                                      |
| 王子                |    | ？－1603年(?歲)      |          |                                       | 因為得到天花而病逝。                                                                 |

### 女
| 稱號     | 名 | 生卒年         | 生母     | 配偶                            | 備註                                 |
| -------- | -- | -------------- | -------- | ------------------------------- | ------------------------------------ |
| 貞愼翁主 |    | 1582年－1653年 | 仁嬪金氏 | 達城尉徐景霌 （1579年－1643年） |                                      |
| 貞惠翁主 |    | 1584年－1638年 | 仁嬪金氏 | 海嵩尉尹新之 （1582年－1657年） |                                      |
| 貞淑翁主 |    | 1587年－1627年 | 仁嬪金氏 | 東陽尉申翊聖 （1588年－1644年） |                                      |
| 貞仁翁主 |    | 1590年－1656年 | 靜嬪閔氏 | 唐原尉洪友敬 （1590年－1625年） |                                      |
| 貞安翁主 |    | 1590年－1660年 | 仁嬪金氏 | 錦陽君朴瀰 （1592年－1645年）   |                                      |
| 貞徽翁主 |    | 1593年－1653年 | 仁嬪金氏 | 全昌君柳廷亮 （1591年－1663年） |                                      |
| 貞善翁主 |    | 1594年－1614年 | 靜嬪閔氏 | 吉城君權大任 （1595年－1645年） |                                      |
| 貞正翁主 |    | 1595年－1666年 | 貞嬪洪氏 | 晉安尉柳頔 （1595年－1619年）   |                                      |
| 翁主     |    | 1596年－1601年 | 不詳     | 無                              | 無封號。                             |
| 貞謹翁主 |    | ？－1613年     | 靜嬪閔氏 | 一善尉金克鑌 （？－1628年）     |                                      |
| 貞明公主 |    | 1603年－1685年 | 仁穆王后 | 永安尉洪柱元                    | 來孫女是正祖生母獻敬懿皇后。         |
| 貞和翁主 |    | 1604年－1667年 | 溫嬪韓氏 | 東昌尉權大恒 （1610年－1666年） |                                      |
| 公主     |    | 1604年         | 仁穆王后 |                                 | 此為死胎，故《璿源系譜紀略》無記載。 |
| 貞成翁主 |    | ？－1603年     |          |                                 | 因為得到天花而病逝。                 |

## 相關影視作品及飾演者
- 《朝鮮王朝五百年》—《壬辰倭亂》：1985年MBC電視劇，玄錫（朝鲜语：현석 (배우)） 飾。
- 《東医宝鑑》：1991年MBC電視劇，朴用收（朝鲜语：박용수 (배우)） 飾。
- 《西宮》：1995年KBS電視劇，金成玉 飾。
- 《醫道》：1999年MBC電視劇，朴賛煥（朝鲜语：박찬환） 飾。
- 《雷鳴》：2000年KBS電視劇，李豪宰（朝鲜语：이호재） 飾。
- 《王的女子（朝鲜语：왕의 여자）》：2003年SBS電視劇，林東眞（朝鲜语：임동진） 飾。
- 《不滅的李舜臣》：2004年KBS電視劇，趙敏基、郭正旭、崔哲浩 飾。
- 《龜巖許浚》，2013年MBC電視劇，全盧民 飾。
- 《火之女神井兒》：2013年MBC電視劇，鄭普碩 飾。
- 《王的面孔》：2014年KBS電視劇，李成宰 飾。
- 《懲毖錄》：2015年KBS電視劇，金太祐 飾。
- 《華政》：2015年MBC電視劇，朴英奎飾。
- 《魔女寶鑑》：2016年JTBC電視劇，李知勳飾。
- 《成為王的男人》：2019年tvN電視劇，張赫客串。

## 資料
1. ↑  . 중앙일보. 1974-07-09  [2019-01-09]. （原始内容存档于2020-04-18）.
2. ↑  《宣祖實錄》附錄
○誌文:
有明朝鮮國宣宗正倫立極盛德洪烈至誠大義格天熙運顯文毅武聖敬達孝大王穆陵誌。 謹稽, 我宣宗大王姓李, 諱昖, 中宗恭僖大王之孫, 德興大院君岧之第三子也。 母鄭氏, 贈領議政世虎之女。 嘉靖壬子十一月十一日, 生王於漢城之仁達坊。 王生而質美, 戲嬉不凡。 幼時, 明宗恭憲大王召與二兄, 偕脫御冠, 令以次着, 及王, 跪而辭曰: “君上所御, 臣子何敢掛頭?” 仍問, 君與父孰重? 對曰: “君親雖不同, 忠孝無二致。” 恭憲王大奇之。 及長, 封河城君。 嘉靖乙丑, 恭憲王不豫, 世子暊旣卒, 儲貳未定。 首相李浚慶請選於諸姪中, 恭憲王命王入侍。 隆慶元年丁卯, 恭憲王上賓, 首相奉遺敎迎王, 王持母服, 居第涕泣固讓, 迫而後乃行。 時翰林院檢討許國、兵科給事中魏時亮奉穆宗皇帝登極詔入境, 聞國君新喪無嗣, 甚憂之。 及頒詔之日, 見王儀表端莊, 禮度閑雅, 相與旋目賞歎曰: “東方眞主出矣。” 至是, 王年十六, 遣陪臣, 告訃于朝, 且請承襲。
3. ↑  吴光运《雪壑捜闻记》：“中世以降，党祸作而士祸熄。士祸之时，善恶如黑白；党祸之时，春秋无义战。”
4. ↑  《明史·朝鲜传》：“岛夷作难，望风皆溃。”
5. ↑  .   [2019-02-09]. （原始内容存档于2020-04-18）.
6. ↑  朝鲜英祖《感皇恩》：“忆皇恩，忆皇恩，再造藩邦是皇恩。”
7. ↑  台湾“三军大学” (编). .
8. ↑  结是朝鲜的土地面积单位，大小按照田地质量有所不同。根据柳馨远《磻溪随录》，一等田1结相当于明朝38亩，约合34.6市亩。换算详参陈梦家《亩制与里制》。
9. ↑  颜廷宏. .
10. ↑  . （原始内容存档于2018-04-29）. 未時, 上進糯米飯, 猝患氣窒危急。
11. ↑  《宣祖實錄》宣祖二十六年四月四日：“設使以外國言之, 中國父母也, 我國與日本, 同是外國也, 如子也。 以言其父母之於子, 則我國孝子也, 日本賊子也。”
12. ↑  《列聖王妃世譜》卷三 的存檔，存档日期2014-05-29.
13. ↑  《承政院日記》仁祖二十五年1月20日
14. ↑  .   [2015-02-17]. （原始内容存档于2020-04-18）.
15. ↑  .   [2014-01-10]. （原始内容存档于2020-04-18）.
16. ↑  <<承政院日記>>仁祖三年二月十二日 Archive.today的存檔，存档日期2014-01-08
17. ↑  .   [2011-08-31]. （原始内容存档于2014-01-08）.
18. ↑  孽屬女即為李栻之庶孽宗族，很有可能是庶侄女、庶外甥甚至是庶從侄女，不代表她是李氏，因此未註明其姓氏。
19. ↑  .   [2014-04-16]. （原始内容存档于2019-06-03）.
20. ↑  .   [2013-12-28]. （原始内容存档于2019-06-05）.
21. ↑  .   [2015-01-01]. （原始内容存档于2020-04-18）.
22. ↑  .   [2014-03-28]. （原始内容存档于2021-04-10）.
23. ↑  .   [2014-03-28]. （原始内容存档于2020-04-18）.
24. 1 2  .   [2014-03-28]. （原始内容存档于2019-06-03）.
25. 1 2  .   [2021-12-26]. （原始内容存档于2016-03-13）.
26. 1 2  .   [2015-02-07]. （原始内容存档于2020-04-18）.
27. ↑  .   [2014-03-28]. （原始内容存档于2020-04-18）.
28. ↑  .   [2014-03-28]. （原始内容存档于2020-04-18）.
29. ↑  .   [2014-03-28]. （原始内容存档于2019-06-05）.
30. 1 2 3  《承政院日記》肅宗十八年4月7日
31. ↑  《宗班行蹟·王子慶平君墓表》……夫人生于萬曆庚子二月四日，卒于甲辰正月六日，享年六十五，是年三月二十四日禮葬于同原。……
32. ↑  .   [2019-01-21]. （原始内容存档于2020-04-18）.
33. ↑  .   [2019-01-21]. （原始内容存档于2020-04-18）.
34. ↑  貞明公主－洪萬容－洪重箕－洪鉉輔－洪鳳漢－獻敬懿皇后－正祖。
35. ↑  .   [2019-01-21]. （原始内容存档于2020-04-18）.

| 朝鲜宣祖        |                             |                   |
| 前任： 朝鮮明宗 | 朝鲜王朝國王 1567年－1608年 | 繼任： 朝鮮光海君 |